# 컬트 (2013년 드라마)
《컬트》(영어: Cult)는 2013년 2월 19일부터 동년 7월 12일까지 The CW에서 방영된 미국의 미스터리 심리 스릴러 텔레비전 시리즈이다.

## 개요
기자 제프의 형제 네이트가 실종된다. 이는 인기 범죄물 텔레비전 시리즈인 “컬트”의 비밀 팬 집단이 벌이고 있는 일련의 모방 범죄들과 관련이 있어 보인다. 네이트는 컬트 제작팀 조사원 보조로 일하는 스카이와 함께 조사를 시작한다. 스카이의 언론인 아버지는 10년 전 컬트의 기획자이자 작가인 스티븐 레이를 취재하다가 실종된 상태이다.

## 출연진
메인
- 매슈 데이비스
- 제시카 루커스
- 알로나 탈
- 로버트 네퍼